# Кречмер, Эдмунд
Карл Франц Эдмунд Кречмер (нем. Carl Franz Edmund Kretschmer; 31 августа 1830, Остриц — 13 сентября 1908, Дрезден) — немецкий органист и композитор.
Сын директора городской школы, первые уроки музыки получил от отца. С 1846 года учился в Дрездене у Эрнста Юлиуса Отто и Иоганна Готлоба Шнайдера. С 1854 года работал в Дрезденском кафедральном соборе как органист, а затем и руководитель капеллы. Написал ряд опер, из которых наибольшей популярностью в Германии пользовались «Фолькунгер» (нем. Die Folkunger; 1874, Дрезден) и «Генрих Лев» (1877, Лейпциг), а также многочисленные духовные сочинения.
Похоронен на Старом католическом кладбище в Дрездене.